# Pina Boggi Cavallo
Pina Boggi Cavallo (Salerno, 10 aprile 1933 – Salerno, 15 aprile 2016) è stata una psicologa italiana.

## Biografia
Professore ordinario di psicologia nell'Università di Salerno e direttore del Dipartimento e del corso di laurea in Scienze dell'Educazione dell'Università di Salerno.
È stata componente del consiglio di amministrazione del Conservatorio Statale di Musica "Giuseppe Martucci" di Salerno.
È stata una studiosa di Trotula de Ruggiero, ginecologa salernitana del Medioevo, pubblicando e commentando De passionibus mulierum ante in et post partum su traduzione del prof. Piero Cantalupo.
È sepolta a Salerno.

## Opere
- Pina Boggi Cavallo, Immagine di se e ruolo sessuale : analisi psicologica della condizione femminile, Napoli, Guida, 1978, SBN SBL0052336.
- Trotula de Ruggiero, Sulle malattie delle donne, a cura di Pina Boggi Cavallo, traduzione di Matilde Nubiè e Adriana Tocco, Torino, La rosa, 1979, SBN SBL0334305.
- Componenti facciali e manuali di gesti simbolici PE Ricci-Bitti, Pina Boggi Cavallo, G Brighetti, PL Garotti - Comunicazione e gestualità. …, 1987
- Group hypnosis and instructions of personal control in the reduction of ischaemic pain. D Elton, Pina Boggi Cavallo, GV Stanley - Australian Journal of …, 1988 - psycnet.apa.org
- Piero Amerio, Pina Boggi Cavallo, Augusto Palmonari e Maria Luisa Pombeni, Gruppi di adolescenti e processi di socializzazione, Il mulino, 1990, SBN LO10028686.
- Représentations sociales et construction des connaissances Pina Boggi Cavallo, A Iannaccone - Papers on Social Representations, 1993 - psr.jku.at
- Dall'atto motorio alla interpretazione musicale': atti del secondo colloquio internazionale di psicologia della musica, Ravello 1/2/3 ottobre 1990
- Aggression and social skills in children's relationships: Sex differences G Attili, Pina Boggi Cavallo, 1985
- Rapid group hypnosis and training in personal control in the reduction of ischaemic pain D Elton, Pina Boggi Cavallo, GV Stanley - Pain, 1990 - Elsevier
- Medicina al femminile nella Salerno medievale in Salerno e la Sua Scuola Medica, AAVV

## Edizioni di opere dedicate a Pina Boggi Cavallo
- Adatti e quasi Adatti a Scuola, Antonio Iannaccone e Pina Marsico